# Verrijking zonder oorzaak
De verrijking zonder oorzaak of de vermogensverschuiving zonder oorzaak is een van de drie quasi-contracten die het Belgische recht kent. Er is sprake van een verrijking zonder oorzaak wanneer een bestanddeel van het vermogen van de ene persoon, de verarmde, overgaat naar het vermogen van de andere persoon, de verrijkte, zonder dat hiervoor een oorzaak (of reden) is. In zo'n geval beschikt de verarmde over een vordering om het vermogensbestanddeel te recupereren. Deze vordering heet de actio de in rem verso.
Deze rechtsfiguur vindt volgens rechtspraak en rechtsleer zijn grondslag in de billijkheid en kent geen wettelijke regeling. De verrijking zonder oorzaak is door het Hof van Cassatie erkend als algemeen rechtsbeginsel.

## Voorwaarden
Er zijn vijf voorwaarden waaraan moet voldaan worden zodat er sprake is van een verrijking zonder oorzaak:
1. er heeft zich een verrijking voorgedaan;
2. er heeft zich een verarming voorgedaan;
3. er bestaat een causaal of oorzakelijk verband tussen de verrijking en de verarming;
4. er bestaat geen oorzaak voor de verrijking;
5. het subsidiair karakter: de verarmde kan zich niet beroepen op de onverschuldigde betaling of de zaakwaarneming.

## Voorbeeld
Jan sterft en Mieke erft zijn huis. Mieke verkoopt dit huis aan Joris. Uiteindelijk blijkt dat niet Mieke, maar Bart de erfgenaam was van Jan. Iedereen is te goeder trouw. Bart kan een vordering gegrond op de verrijking zonder oorzaak instellen tegen Mieke om de verkoopwaarde van het huis te recupereren.